# Tasty
Tasty ist das dritte Studioalbum der US-amerikanischen R&B-Sängerin Kelis, veröffentlicht im Dezember 2003.

## Entstehung und Veröffentlichung
Das Album setzt sich aus 14 Neukompositionen zusammen, wovon sechs Titel von Kelis selbst geschrieben wurden. Als Gastmusiker wirken André 3000, Nas und Raphael Saadiq mit.
Die Erstveröffentlichung erfolgte am 5. Dezember 2003 bei Virgin Records. Diese erfolgte als CD, durch den Vertrieb von EMI.

## Titelliste
1. Intro
2. Trick Me
3. Milkshake
4. Keep It Down
5. In Public (feat. Nas)
6. Flashback
7. Protect My Heart
8. Millionaire (feat. André 3000)
9. Glow (feat. Raphael Saadiq)
10. Sugar Honey Iced Tea
11. Attention
12. Rolling Through the Hood
13. Stick Up
14. Marathon

## Singleauskopplungen
| Jahr | Titel       | Höchstplatzierung, Gesamtwochen, AuszeichnungChartplatzierungen (Jahr, Titel, , Platzierungen, Wochen, Auszeichnungen, Anmerkungen) | Höchstplatzierung, Gesamtwochen, AuszeichnungChartplatzierungen (Jahr, Titel, , Platzierungen, Wochen, Auszeichnungen, Anmerkungen) | Höchstplatzierung, Gesamtwochen, AuszeichnungChartplatzierungen (Jahr, Titel, , Platzierungen, Wochen, Auszeichnungen, Anmerkungen) | Höchstplatzierung, Gesamtwochen, AuszeichnungChartplatzierungen (Jahr, Titel, , Platzierungen, Wochen, Auszeichnungen, Anmerkungen) | Höchstplatzierung, Gesamtwochen, AuszeichnungChartplatzierungen (Jahr, Titel, , Platzierungen, Wochen, Auszeichnungen, Anmerkungen) | Anmerkungen                                             |
| Jahr | Titel       | DE | AT | CH | UK | US | Anmerkungen                                             |
| ---- | ----------- | --- | --- | --- | --- | --- | ------------------------------------------------------- |
| 2003 | Milkshake   | DE22 (9 Wo.)DE | AT38 (11 Wo.)AT | CH22 (13 Wo.)CH | UK2 Platin · (15 Wo.)UK | US3 Gold (Mastertone) · (22 Wo.)US                                                                                                  | Erstveröffentlichung: 25. August 2003                   |
| 2004 | Trick Me    | DE10 Gold · (20 Wo.)DE | AT6 (21 Wo.)AT | CH8 (27 Wo.)CH | UK2 Gold · (14 Wo.)UK | — | Erstveröffentlichung: 17. Februar 2004                  |
| 2004 | Millionaire | DE65 (9 Wo.)DE | AT69 (1 Wo.)AT | CH43 (7 Wo.)CH | UK3 Gold · (12 Wo.)UK | — | Erstveröffentlichung: 18. Oktober 2004 feat. André 3000 |
| 2005 | In Public   | — | — | — | UK17 (7 Wo.)UK | — | Erstveröffentlichung: 4. April 2005 feat. Nas           |

## Kommerzieller Erfolg

### Chartplatzierungen
| ChartsChartplatzierungen       | Höchstplatzierung | Wochen |
| ------------------------------ | ----------------- | ------ |
| Deutschland (GfK)              | 51 (22 Wo.)       | 22     |
| Österreich (Ö3)                | 20 (12 Wo.)       | 12     |
| Schweiz (IFPI)                 | 14 (22 Wo.)       | 22     |
| Vereinigte Staaten (Billboard) | 27 (15 Wo.)       | 15     |
| Vereinigtes Königreich (OCC)   | 11 (52 Wo.)       | 52     |

| ChartsJahrescharts (2004)      | Platzierung |
| ------------------------------ | ----------- |
| Vereinigte Staaten (Billboard) | 161         |
| Vereinigtes Königreich (OCC)   | 53          |

### Auszeichnungen für Musikverkäufe
| Land/Region                  | Auszeichnungen für Musikverkäufe (Land/Region, Auszeichnung, Verkäufe) | Verkäufe |
| ---------------------------- | ---------------------------------------------------------------------- | -------- |
| Australien (ARIA)            | Gold                                                                   | 35.000   |
| Vereinigte Staaten (RIAA)    | Gold                                                                   | 500.000  |
| Vereinigtes Königreich (BPI) | Platin                                                                 | 300.000  |
| Insgesamt                    | 2× Gold · 1× Platin ·                                                  | 835.000  |